# AWA World Heavyweight Championship

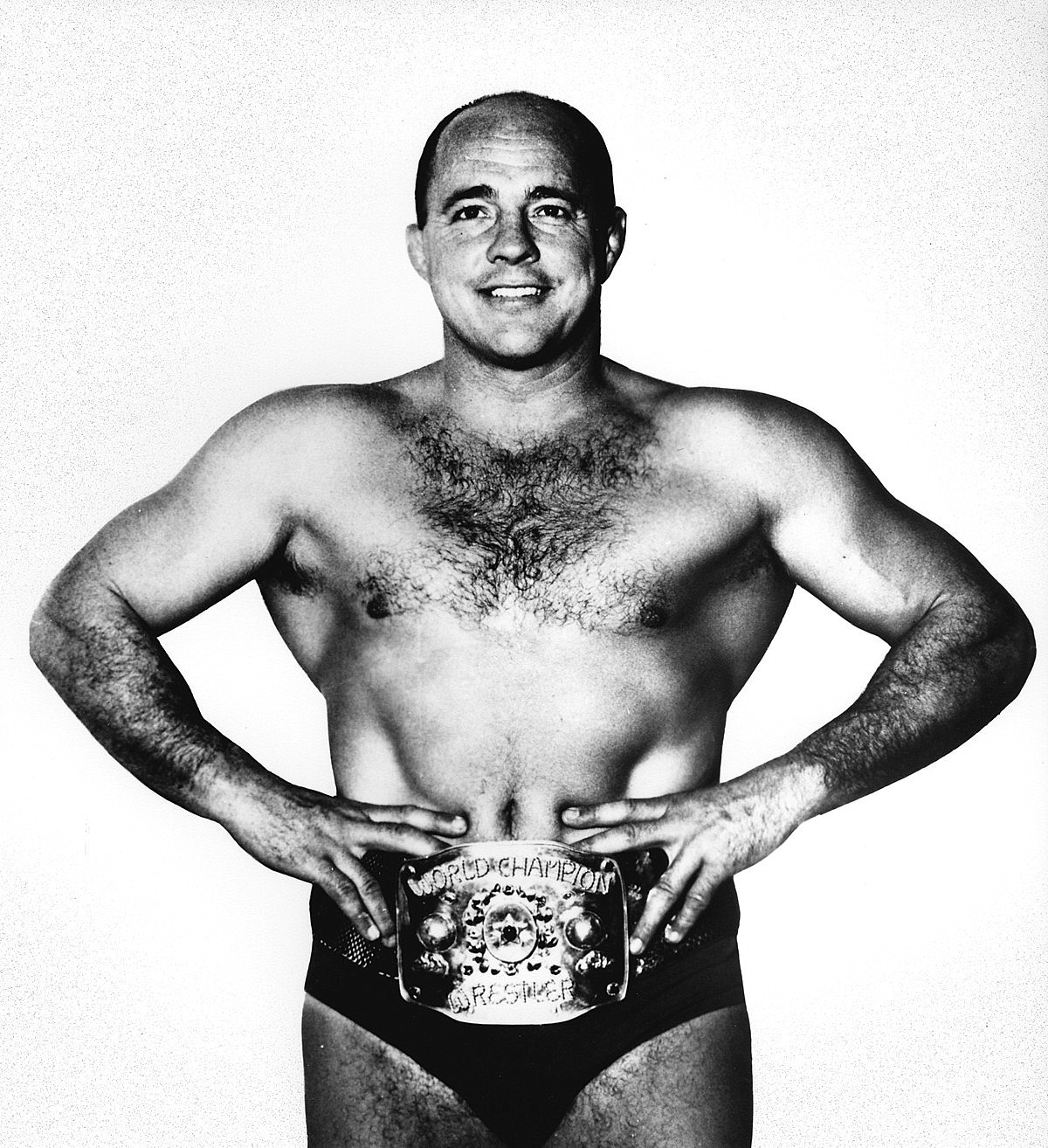
La cintura nella forma del 1964 indossata da Verne Gagne

L'AWA World Heavyweight Championship è stato un titolo di wrestling promosso dalla federazione American Wrestling Association, per la quale era il massimo riconoscimento. I diritti d'immagine della AWA e dei suoi titoli sono ora di proprietà della World Wrestling Entertainment.
Il titolo è stato attivo dal 1960, anno di nascita della federazione, fino al 1991, alla chiusura della AWA.

## Storia
La AWA nacque in seguito al ritiro dalla National Wrestling Alliance del territorio di Minneapolis, che diede vita a una alleanza concorrente e creò il titolo come alloro massimo per i suoi lottatori. Pat O'Connor, detentore del NWA World Heavyweight Championship al momento della scissione, fu riconosciuto come campione inaugurale a patto che lo difendesse contr Verne Gagne entro 90 giorni, pena la cessione del titolo allo stesso Gagne. La creazione di questo titolo come concorrente diretto del NWA World Heavyweight Championship aprì la strada alla nascita di numerosi altri titoli che sarebbero stati promossi come mondiali da parte di altre federazioni.
All'inizio degli anni '90 la federazione era di fatto inattiva, e con lei il titolo, fino alla chiusura di questa nell'agosto 1991, con conseguente disattivazione ufficiale del titolo. Essendo i diritti della AWA e dei suoi titoli di proprietà della WWE, la cintura è presente come contenuto aggiuntivo scaricabile nel videogioco WWE '13 e come contenuto sbloccabile nei giochi successivi, a partire da WWE 2K14 fino a WWE 2K17.
Nel 1996 Dale Gagner e Jonnie Stewart, precedentemente parte della AWA, usarono il nome della federazione per dare vita alla AWA Superstars of Wrestling, creando anche una nuova versione dell'AWA World Heavyweight Championship. Nel 2007 la WWE sporse una causa legale contro Dale Gagner per uso di un marchio registrato, dal momento che deteneva i diritti per la federazione e per i suoi titoli. Nell'ottobre 2008 la giuria, pronunciandosi ain favore della WWE, proibì a Gagner di usare il marchio AWA e ogni suo derivato.

## Albo d'oro
| #  | Campione          | Regno | Data             | Giorni | Località                    | Evento        | Note | Fonti  |
| -- | ----------------- | ----- | ---------------- | ------ | --------------------------- | ------------- | --- | ------ |
| 1  | Pat O'Connor      | 1     | 18 maggio 1960   | 90     | --                          | House show    | O'Connor era il detentore del NWA World Heavyweight Championship al momento della scissione della AWA dalla NWA, avendolo vinto il 9 gennaio 1959. La AWA lo riconobbe come proprio campione, dandogli però 90 giorni per difenderlo in un incontro con Verne Gagne per non essere privato del titolo. |        |
| 2  | Verne Gagne       | 1     | 6 agosto 1960    | 329    | --                          | House show    | Il titolo fu assegnato a Gagne al termine dei 90 giorni concessi ad O'Connor per difendere il titolo. |        |
| 3  | Gene Kiniski      | 1     | 11 luglio 1961   | 28     | Minneapolis, Minnesota      | House show    | |        |
| 4  | Verne Gagne       | 2     | 8 agosto 1961    | 154    | Minneapolis, Minnesota      | House show    | |        |
| 5  | Mr. M             | 1     | 8 gennaio 1962   | 224    | Minneapolis, Minnesota      | House show    | |        |
| 6  | Verne Gagne       | 3     | 21 agosto 1962   | 322    | Minneapolis, Minnesota      | House show    | |        |
| 7  | The Crusher       | 1     | 9 luglio 1963    | 11     | Minneapolis, Minnesota      | House show    | The Crusher vinse anche la versione di Omaha del NWA World Heavyweight Championship sconfiggendo Verne gagne il 15 febbraio 1963. |        |
| 8  | Verne Gagne       | 4     | 20 luglio 1963   | 7      | Minneapolis, Minnesota      | House show    | Gagne vinse anche la versione di Omaha del NWA World Heavyweight Championship. | [ 3 ]  |
| 9  | Fritz Von Erich   | 1     | 27 luglio 1963   | 12     | Omaha, Nebraska             | House show    | Von Erich vinse anche la versione di Omaha del NWA World Heavyweight Championship. |        |
| 10 | Verne Gagne       | 5     | 8 agosto 1963    | 100    | Amarillo, Texas             | House show    | In un incontro nel quale non era in palio la versione di Omaha del NWA World Heavyweight Championship. Il 7 settembre 1963 Gagne sconfisse Von Erich in un match per l'unificazione dei due titoli, che confluirono all'interno dell'AWA World Heavyweight Championship.                               |        |
| 11 | The Crusher       | 2     | 16 novembre 1963 | 28     | Saint Paul, Minnesota       | House show    | |        |
| 12 | Verne Gagne       | 6     | 14 dicembre 1963 | 140    | Minneapolis, Minnesota      | House show    | |        |
| 13 | Mad Dog Vachon    | 1     | 2 maggio 1964    | 14     | Omaha, Nebraska             | House show    | |        |
| 14 | Verne Gagne       | 7     | 16 maggio 1964   | 147    | Omaha, Nebraska             | House show    | |        |
| 15 | Mad Dog Vachon    | 2     | 20 ottobre 1964  | 207    | Minneapolis, Minnesota      | House show    | |        |
| 16 | Mighty Igor Vodic | 1     | 15 maggio 1965   | 7      | Omaha, Nebraska             | House show    | |        |
| 17 | Mad Dog Vachon    | 3     | 22 maggio 1965   | 91     | Omaha, Nebraska             | House show    | |        |
| 18 | The Crusher       | 3     | 21 agosto 1965   | 83     | Saint Paul, Minnesota       | House show    | |        |
| 19 | Mad Dog Vachon    | 4     | 12 novembre 1965 | 365    | Denver, Colorado            | House show    | |        |
| †  | Mr. Wrestling     | --    | 8 gennaio 1966   | 6      | Omaha, Nebraska             | --            | Inizialmente la AWA riconobbe il cambio di titolo. |        |
| †  | Mad Dog Vachon    | --    | 14 gennaio 1966  | 302    | Omaha, Nebraska             | --            | Il presidente della AWA Stanley Blackburn corresse la decisione sul match titolato, dichiarando una parità dal momento che le gambe di Mr. Wrestling erano sulle corde al momento dello schienamento. Il regno è considerato come una continuazione del precedente.                                    |        |
| 20 | Dick the Bruiser  | 1     | 12 novembre 1966 | 7      | Omaha, Nebraska             | House show    | |        |
| 21 | Mad Dog Vachon    | 5     | 19 novembre 1966 | 99     | Omaha, Nebraska             | House show    | |        |
| 22 | Verne Gagne       | 8     | 26 febbraio 1967 | 538    | Saint Paul, Minnesota       | House show    | | [ 4 ]  |
| 23 | Dr. X             | 1     | 17 agosto 1968   | 14     | Bloomington, Minnesota      | House show    | |        |
| 24 | Verne Gagne       | 9     | 31 agosto 1968   | 2.625  | Minneapolis, Minnesota      | House show    | |        |
| 25 | Nick Bockwinkel   | 1     | 8 novembre 1975  | 1.714  | Saint Paul, Minnesota       | House show    | |        |
| 26 | Verne Gagne       | 10    | 18 luglio 1980   | 305    | Chicago, Illinois           | House show    | Gagne si ritirò da campione. | [ 5 ]  |
| 27 | Nick Bockwinkel   | 2     | 19 maggio 1981   | 467    | --                          | --            | Al ritiro di Gagne, il titolo fu assegnato d'ufficio a Bockwinkel | [ 5 ]  |
| †  | Hulk Hogan        | --    | 18 aprile 1982   | 6      | Saint Paul, Minnesota       | --            | Hogan sconfisse Bockwinkel con l'ausilio di un oggetto, ma l'arbitro lo dichiarò ugualmente campione. |        |
| †  | Nick Bockwinkel   | --    | 24 aprile 1982   | 127    | --                          | --            | Il presidente della AWA Stanley Blackburn corresse la decisione dell'arbitro, restituendo il titolo a Bockwinkel e considerando nullo quello di Hogan. Il regno è considerato come una continuazione del precedente.                                                                                   |        |
| 28 | Otto Wanz         | 1     | 29 agosto 1982   | 41     | Saint Paul, Minnesota       | House show    | |        |
| 29 | Nick Bockwinkel   | 3     | 9 ottobre 1982   | 501    | Chicago, Illinois           | House show    | |        |
| 30 | Jumbo Tsuruta     | 1     | 22 febbraio 1984 | 81     | Tokyo, Giappone             | House show    | | [ 6 ]  |
| 31 | Rick Martel       | 1     | 13 maggio 1984   | 595    | Saint Paul, Minnesota       | House show    | | [ 7 ]  |
| 32 | Stan Hansen       | 1     | 29 dicembre 1985 | 181    | East Rutherford, New Jersey | House show    | Dopo aver perso il titolo, Hansen tenne per sé la cintura, difendendola in una serie di eventi della All Japan Pro Wrestling (AJPW) nel mese di luglio 1986. |        |
| 33 | Nick Bockwinkel   | 4     | 28 giugno 1986   | 308    | Denver, Colorado            | House show    | Hansen rifiutò di difendere il titolo contro Bockwinkel lasciando la federazione, per cui la AWA assegnò il titolo d'ufficio a Bockwinkel. | [ 8 ]  |
| 34 | Curt Henning      | 1     | 2 maggio 1987    | 373    | Daly City, California       | SuperClash II | Il titolo fu dichiarato vacante al termine dell'incontro a causa di un'interferenza di Larry Zbyszko, ma fu successivamente riassegnato quando la AWA giudicò legittimo l'incontro. |        |
| 35 | Jerry Lawler      | 1     | 9 maggio 1988    | 256    | Memphis, Tennessee          | House show    | Lawler vinse anche il WCCW World Heavyweight Championship sconfiggendo Kenny Von Erich il 13 dicembre 1988, unificando i due titoli all'interno dell'AWA World Heavyweight Championship. | [ 9 ]  |
| -  | Vacante           | 1     | 20 gennaio 1989  | --     | --                          | --            | Il titolo fu reso vacante quando Lawler e la Continental Wrestling Association (CWA) lasciarono la AWA. |        |
| 36 | Larry Zbyszko     | 1     | 7 febbraio 1989  | 368    | Saint Paul, Minnesota       | House show    | Zbysko vinse una Battle Royal per il titolo vacante, eliminando per ultimo Tom Zenk | [ 10 ] |
| 37 | Mr. Saito         | 1     | 10 febbraio 1990 | 57     | Tokyo, Giappone             | Super Fight   | | [ 11 ] |
| 38 | Larry Zbyszko     | 2     | 8 aprile 1990    | 248    | Saint Paul, Minnesota       | SuperClash IV | |        |
| -  | Vacante           | --    | 12 dicembre 1990 | --     | --                          | --            | Il titolo fu reso vacante quando Zyszko lasciò la AWA per firmare con la World Championship Wrestling (WCW). In kayfabe la decisione fu spiegata con un rifiuto di Zbyszko di difendere il titolo in un tour in Giappone.                                                                              |        |
| -  | Disattivato       | --    | 12 gennaio 1991  | --     | --                          | --            | Il titolo fu disattivato con la chiusura della federazione. |        |